# Campeonato de Francia de Rugby 15 1960-61
El Campeonato de Francia de Rugby 15 1960-61 fue la 62.ª edición del Campeonato francés de rugby.
El campeón del torneo fue el equipo de AS Béziers quienes obtuvieron su primer campeonato.

## Desarrollo

### Segunda Fase
| - Lourdes - Brive - Racing - Agen - Cognac - Nantes - Tyrosse - Carmaux - Bayonne - SBUC - Toulouse - Béziers - Stadoceste - Foix - Dijon - Lyon OU | - Angoulême - Dax - Cahors - Périgueux - Narbonne - Paris Université Club - Saint-Sever - Toulouse Olympique EC - Auch - La Rochelle - Pau - Aurillac - La Voulte - La Teste - Hendaye - Saint-Girons |

| - Toulon - Mazamet - Grenoble - Mont-de-Marsan - Perpignan - Soustons - Bègles - Le Creusot - Saint-Claude - Graulhet - Tulle - Romans - Montferrand - Biarritz - Marmande - Montauban |